# Loi renforçant la lutte contre le crime organisé, le terrorisme et leur financement, et améliorant l'efficacité et les garanties de la procédure pénale
 (juin 2016).
La loi no 2016-731 du 3 juin 2016 renforçant la lutte contre le crime organisé, le terrorisme et leur financement, et améliorant l’efficacité et les garanties de la procédure pénale ou loi Urvoas, est une loi française promulguée le 4 juin 2016. Elle a été présentée le 3 février 2016 par Jean-Jacques Urvoas, garde des Sceaux et ministre de la Justice du gouvernement Valls 2.

## Contenu

### Principes généraux
La loi contient un volet de mesures, dont une large majorité entre en vigueur immédiatement.
Le texte confirme les nouveaux moyens d’action de la police judiciaire, notamment, en matière de perquisitions de nuit ou de techniques spéciales d’enquêtes comme la captation de données informatiques ou le recours à la sonorisation des lieux privés. Ces mesures permettent l’adaptation et la modernisation du dispositif juridique de lutte contre la criminalité organisée et le terrorisme. 
Il accroît, en outre, les garanties des procédures pour le justiciable, en répondant aux exigences constitutionnelles et européennes. Des mesures renforcent le contradictoire, la présence de l’avocat dans la procédure (lors des reconstitutions par exemple), la possibilité d’accéder au dossier avant l’engagement des poursuites. 
Cette loi tente de rétablir la cohérence des équilibres existants entre police administrative et police judiciaire, entre magistrats du parquet et magistrats du siège et spécialement entre le procureur de la République, le juge d’instruction et le juge des libertés et de la détention.
Selon le ministère de la Justice, « Face à des réseaux criminels utilisant les moyens technologiques les plus modernes, il est nécessaire d’adapter et de moderniser notre dispositif juridique de lutte contre la criminalité organisée et le terrorisme, en permettant aux magistrats et aux enquêteurs de recourir aux moyens modernes d’investigation. »

### Techniques d’enquêtes adaptées
La loi permet de procéder à des perquisitions la nuit dans les affaires de terrorisme, lorsqu’il s’agit du seul moyen de prévenir un risque d’atteinte à la vie ou à l’intégrité physique.
Elle permet de recourir à la technologie de l’IMSI catcher afin d’identifier le téléphone et le numéro utilisé par un suspect et de pouvoir ensuite le placer sur écoute. En effet, « les personnes impliquées dans des dossiers de terrorisme ou de criminalité organisée utilisent aujourd’hui des téléphones prépayés, qu’ils changent très régulièrement, ce qui rend nécessaire de pouvoir identifier en temps réel au cours de l’enquête le téléphone ou le numéro utilisé afin de permettre les interceptions téléphoniques dans des délais compatibles avec ces changements multiples. »
La loi permet l’extension au procureur de la République, pour une durée limitée, des pouvoirs actuellement réservés au juge d’instruction en matière de sonorisation et de captation de données informatiques : « premières vérifications utiles », « corroborer les premiers soupçons afin de saisir utilement le juge d’instruction », etc.

### Protection renforcée des témoins et de leurs proches
Le projet de loi comporte des dispositions renforçant la protection accordée aux témoins, dont les déclarations sont souvent déterminantes pour l’élucidation de l’affaire mais qui peuvent également représenter un danger réel pour leur vie ou leur intégrité physique, ou celle de leurs proches. L’identité du témoin est protégée, soit au cours de l’enquête, soit au cours de l’audience, soit même après le procès. Ainsi le texte prévoit que le huis clos puisse être ordonné dans le but de protéger un témoin qui serait particulièrement menacé, alors que les menaces pour sa vie ou sa sécurité ne constituent pas aujourd’hui un motif recevable.
La protection accordée au cours de l’enquête et du procès n’est cependant pas toujours suffisante et il peut être nécessaire pour le témoin et sa famille de déménager voire de changer de nom : cette possibilité est prévue aujourd’hui pour les repentis (qui ont donc participé à l’infraction), mais pas pour les témoins. Le régime est donc aligné.

### Renforcement du contradictoire et présence de l’avocat
« Aujourd’hui, l’essentiel des procédures est conduit par le procureur sans intervention d’un juge d'instruction et sans que les personnes mises en cause ou leurs avocats n’aient accès au dossier avant l’engagement des poursuites. Si cette situation ne soulève pas de difficulté dans les affaires les plus simples, dans lesquelles les faits sont souvent reconnus, elle n’est plus satisfaisante dans les affaires complexes, pouvant donner lieu à de nombreuses contestations et dans lesquelles les avocats doivent pouvoir intervenir et faire valoir leurs observations sur les investigations complémentaires qui seraient nécessaires et sur l’orientation de la procédure, comme c’est le cas lorsqu’un juge d’instruction est saisi. »
La loi permet la présence de l’avocat lors des reconstitutions et des séances d’identification de suspects (présentation de plusieurs personnes à la victime afin qu’elle identifie l’auteur de l’infraction).
La loi permet l'instauration pour les personnes placées en garde à vue d’un droit de communication avec les tiers, sauf incompatibilité avec les objectifs de l’enquête.
La loi permet de généraliser la possibilité d’exercer un recours en l’absence de réponse à une demande, quelle qu’elle soit, dans un délai de deux mois (applicable notamment en matière de saisie, de contestation concernant les fichiers ou de permis de visite). Ainsi, « aujourd’hui, les familles qui souhaitent se rendre au parloir voir un de leurs proches ont besoin d’un permis de visite ; en l’absence de réponse, elles n’ont aucun recours ; cette disposition encadre dans le temps la délivrance de ce permis en prévoyant que si ces familles n’ont pas de réponse dans un délai de deux mois, un recours leur est ouvert pour l’obtenir. »
La loi crée une procédure de référé-restitution, visant à obtenir en urgence la restitution d’un bien saisi lorsque le maintien de la mesure causerait un préjudice irrémédiable dans l’exercice d’une activité professionnelle.

### Simplification des procédures
- Possibilité de procéder à la convocation en justice par le délégué du procureur
- Extension de la possibilité de recourir à la visio-conférence, afin de limiter les transfèrements de personnes arrêtées ou détenues lorsque cela n’est pas nécessaire.
- Rationalisation du traitement des demandes de mises en liberté (DML) en cas de demandes multiples déposées alors qu’il n’a pas encore statué sur une précédente demande.
- Amélioration des dispositions en matière de gestion des biens saisis (aliénation des biens menaçant ruine, publication des saisies de fonds de commerce).
- Possibilité de prononcer des mesures de stage de citoyenneté, de TIG (travaux d'intérêt général) ou de sursis-TIG même en l’absence du prévenu à l’audience, lorsqu’il a donné son accord et qu’il est représenté par un avocat. »[3]

## Réactions
Ce projet de loi reçoit de vives critiques de la part de plusieurs ONG, partis politiques (Parti de gauche), syndicats d'avocats et hauts magistrats, qui y voient une normalisation des mesures d'exception de l'état d'urgence, une confusion préjudiciable entre police administrative et police judiciaire, un recul de l'indépendance de la justice, une diminution des libertés individuelles ainsi qu'un « permis de tuer » accordé à la police,.
Le 5 avril 2016, une manifestation a lieu devant le Sénat à l'appel de plus de 150 organisations dont la CGT et le Syndicat de la magistrature pour protester contre « la banalisation sécuritaire » et « l'état d'exception permanent »[réf. nécessaire].